# Ісос (міфологія)
Ісос (дав.-гр. Ίσος) — персонаж давньогрецької міфології, син троянського царя Пріама і невідомої рабині. Мав багато зведених братів і сестер.
Коли вони з братом Антіфом на початку Троянської війни пасли отару овець на горі Іда, їх захопив у полон Ахіллес. Пріам зрештою викупив братів у Ахіллеса. Надалі вони взяли участь у війні троянців проти греків. Під час бою Ісос керував колісницею, на якій Антіф був списоносцем. Коли Антіф атакував Аякса Теламоніда, він помітив, що один з вояків Одіссея на ім'я Лейкос схилився над убитим ним троянцем і знімає з нього обладунки. Тоді він полишив поєдинок з Аяксом і вбив Лейкоса. На нього напав тоді Одіссей, але Антіф уникнув загибелі. Брати ринулися знову у битву, але на них напав Агамемнон, який вбив Антіфа ударом, поціливши поза вуха, а Ісоса — ударом у груди, після чого забрав їхні обладунки.  